# Zaricicea, Verhnodniprovsk
Zaricicea (în ucraineană Заріччя) este localitatea de reședință a comunei Zaricicea din raionul Verhnodniprovsk, regiunea Dnipropetrovsk, Ucraina.

## Demografie
Componența lingvistică a localității Zaricicea
     Ucraineană (95,15%)
     Rusă (4,64%)
Conform recensământului din 2001, majoritatea populației localității Zaricicea era vorbitoare de ucraineană (95,15%), existând în minoritate și vorbitori de rusă (4,64%).